# Laís Leão
Laís Rocha Leão (Curitiba, 7 de dezembro de 1993) é uma política, ativista pela promoção de cidades seguras e inclusivas para mulheres no Brasil e América Latina, arquiteta, urbanista, especialista em administração pública e mestre e doutoranda em Gestão Urbana filiada ao Partido Democrático Trabalhista (PDT). Em 2024, foi eleita vereadora de Curitiba nas eleições municipais, com cerca de 6.954 votos (0,77% dos votos válidos). Sendo assim a sexta mais votada entre as mulheres e a 24ª mais votada entre os 38 eleitos.

## Carreira profissional
Laís é fundadora da inCities, movimento social que promove articulação urbanística e política para o desenvolvimento de cidades seguras, especialmente sobre as demandas das mulheres nas cidades. Foi Conselheira do Stakeholder Advisory Group (SAGE) da Agência da ONU para Cidades e Comunidades Sustentáveis (UN-Habitat), grupo que aconselha diretamente a Direção Executiva da organização. Já fez parte da delegação da juventude em diversos eventos internacionais, como o Fórum Econômico Mundial de 2020 e o Fórum Urbano Mundial de 2022. Em 2018 fez parte do Programa de Jovens Lideranças (Young Leaders Programme) do European Development Days, como a única delegada e painelista brasileira no grupo, endereçando as questões das mulheres nas cidades.
Pela atuação como ativista pelos direitos das mulheres nas cidades, Laís foi reconhecida para compor a rede FORBES Under30 Brasil da Revista Forbes (2020), na categoria Terceiro Setor e Empreendedorismo Social, e com o prêmio “Gente que Faz” da Revista Glamour (2019). Em 2019, realizou duas TED Conferences sobre equidade de gênero e sobre o empoderamento feminino. 
Nos anos de 2021 e 2022, foi German Chancellor Fellow da Fundação Alexander von Humboldt em Berlim, na Alemanha, conduzindo pesquisa relacionada à promoção de articulações políticas e urbanas de mulheres em espaços públicos e de poder.

## Carreira política
Durante a cerimônia de posse na Câmara Municipal de Curitiba em janeiro de 2025, Laís e outras vereadoras foram alvo de comentários sexistas do jornalista Fernando Tupan em uma publicação no site jornalístico Blog do Tupan. O jornalista questionou as roupas utilizadas pelas parlamentares durante o evento, o que gerou uma onda de solidariedade às vereadoras e críticas à postura misógina do jornalista. Além de Laís Leão, Professora Angela (PSOL), Camila Gonda (PSB), Amália Tortato (NOVO) e Rafaela Lupion (PSD) também foram citadas no artigo.
Tupan citou o nome de outras parlamentares no artigo, como Delegada Tathiana (UNIÃO), Andressa Bianchessi (UNIÃO), Indiara Barbosa (NOVO), Meri Martins (Republicanos), Carlise Kwiatkowski (PL), Giorgia Prates (PT) e Vanda Assis (PT), que segundo ele, foram "mais discretas em suas vestimentas". O artigo foi deletado pelo jornalista após intensa repercussão local, e um pedido de retratação e de desculpas foi feito às vereadoras ofendidas.
Em fevereiro do mesmo ano, a bancada do PDT na Câmara Municipal deixou a oposição para ser independente em relação à gestão de Eduardo Pimentel.

#### Vice-presidência da Comissão de Urbanismo, Obras Públicas e Tecnologias da Informação
Laís também foi candidata à presidência da Comissão de Urbanismo da Câmara Municipal de Curitiba, no entanto, só obteve o próprio voto durante o pleito. Quem foi eleita foi a parlamentar Rafaela Lupion, com 3 votos. Após a desistência do vereador Pier Petruzziello em disputar o cargo de vice-presidente desta mesma comissão, ela foi a única candidata à vice-presidência da Comissão e foi eleita por aclamação para o biênio 2025-2026.

## Desempenho eleitoral
| Ano  | Eleição               | Partido | Candidata a | Votos         | Resultado |
| ---- | --------------------- | ------- | ----------- | ------------- | --------- |
| 2024 | Municipal de Curitiba | PDT     | Vereadora   | 6.954 (0,77%) | Eleita    |

## Conquistas
- Indicação Forbes 30 Under 30 na categoria Terceiro Setor e Empreendedorismo Social (2020)[10]
- Membra da delegação de Global Shapers no Fórum Econômico Mundial (2020)[10]
- Prêmio “Gente que Faz” da Revista Glamour (2019)[11]
- Programa de Jovens Lideranças (Young Leaders Programme) do European Development Days (2018)[9]

## Formação acadêmica
Arquitetura e Urbanismo (Universidade Tecnológica Federal do Paraná, com parte da graduação na Birmingham City University, em Birmingham - Inglaterra), Especialista em Direito Administrativo e Administração Pública, Mestre em Gestão Urbana (PUC-PR) e Doutoranda em Gestão Urbana (PUC-PR). Sua pesquisa acadêmica tem foco nas questões de mobilidade e segurança de mulheres na cidades. Sua dissertação de Mestrado, intitulada “Urbanismo feminista: conceito agregador e decolonial a partir de análise bibliométrica dos estudos de gênero e cidades" e divulgada em blogues feministas e em seu pessoal, com o nome "Somos tudo meio neurótica", trata sobre as táticas que mulheres empregam ao acessar ambientes urbanos na tentativa de manter-se em segurança, e como o uso de tais táticas influencia na sua relação com a cidade, padrões de mobilidade e percepção de segurança. Laís já publicou artigos e participou de diversos podcasts e palestras sobre a temática, de forma a dar visibilidade ao tema e às demandas femininas no espaço público.

## Vida pessoal e família
Laís é filha de Roberto da Rocha Leão Neto, engenheiro-agrônomo natural de Monte Alto (SP), e Moira Pedroso Leão, cirurgiã-dentista natural de Imbituva (PR).